# Брюсова, Серафима Семёновна
Серафима Семеновна Брюсова (1894—1958) — первая женщина-нейрохирург в мире.

## Биография
Родилась в Москве в 1894 г. В 1923 г. получила диплом врача и поступила в хирургическую ординатуру. В 1928 году, по приглашению Николая Бурденко стала сотрудником нейрохирургической клиники.
Изучала болевую чувствительность твердой мозговой оболочки, черепно-мозговые травмы, внутричерепное давление у трепанированных.
В 1938 г. Серафима Семеновна защитила докторскую диссертацию. В 1941 г. стала профессором.
В 1951 г. опубликовала первую русскую монографию «Церебральная ангиография».
Умерла в 1958 году. Похоронена на Новодевичьем кладбище.
Была женой археолога Александра Яковлевича Брюсова. У них был сын Борис.

## Научные публикации
- ARENDT AA, BRYUSOVA SS. Voprosy metodiki i tekhniki hemostaza v neirokhirurgii [Hemostasis in neurosurgery]. Vopr Neirokhir. 1949 Jan-Feb;13(1):3-18.
- BRIUSOVA SS. Pervaia udachnaia rezektsiia prodol’nogo sinusa v otechestvennoi khirurgii [First successful resection of the longitudinal sinus in Russian surgery]. Vopr Neirokhir. 1953 Nov-Dec;17(6):51-2.
- BRIUSOVA SS. Diagnostika i lechenie povrezhdenii nervnoi sistemy po rabotam I. V. Buial’skogo [Diagnosis and therapy of neural lesions in works of I. V. Buial’skii]. Vopr Neirokhir. 1954 Sep-Oct;18(5):54-5.
- BRIUSOVA SS. Operativnoe lechenie sosudistykh porazhenii mozga; obzor zarubezhnoi literatury [Surgical treatment of vascular lesions of the brain; review of foreign literature]. Vopr Neirokhir. 1955 May-Jun;19(3):57-62.
- Брюсова, С. С. Ангиография мозга — М.: АМН СССР, 1951.- 153с